# مشاع موسي خورشيدي (اسماعيلي كرمان)
مشاع موسی خورشیدي (بالإنجليزية: Masha-ye Musa Khurshidi)‏ هي منطقة سكنية تقع في إيران في كرمان. يقدر عدد سكانها بـ 23 نسمة .